# Kim Min-young
Kim Min-young (Hangul:김민영,Hanja:金敏英,Romaja quốc ngữ: Gim Min-yeong, Hán Việt: Kim Mẫn Anh, sinh ngày 26 tháng 1 năm 1990) là một nữ diễn viên Hàn Quốc. Cô được biết đến với vai phụ trong Hi! School: Love On ; Yêu Tinh và Plus Nine Boys . Kim cũng xuất hiện trong bộ phim truyền hình nổi tiếng và nổi tiếng của loạt phim School, Who Are You: School 2015 với vai Jin Kwon. Kim cũng từng đóng vai chính trong các bộ phim như Sunny (phim năm 2011) và Makgeolli Girls. Cô cũng đóng vai chính trong bộ phim truyền hình Coffee, Do Me a Favor .

## Đóng phim

### Phim truyền hình
| Year      | Title                                  | Role                           | Notes           | Ref.   |
| --------- | -------------------------------------- | ------------------------------ | --------------- | ------ |
| 2009      | You're Beautiful (TV series)           | AN Jell fan                    | Khách mời       | [ 2 ]  |
| 2011      | High Kick: Revenge of the Short Legged | Ji Won's friend of High school | Khách mời       | [ 3 ]  |
| 2012      | Flower Band                            | Eun In                         | Nhân vật phụ    | [ 4 ]  |
| 2013      | Monstar (TV series)                    | Shim Eun Ha                    | Nhân vật phụ    | [ 5 ]  |
| 2013      | Drama Special Season 4: Yeonu's Summer | High school student            | Khách mời       | [ 6 ]  |
| 2013      | Looking Forward to Romance add         | Eun Jung                       | Nhân vật phụ    | [ 7 ]  |
| 2013      | Reply 1994                             | Blind date                     | Khách mời       | [ 8 ]  |
| 2013      | One Well-Raised Daughter               | Ha Myung                       | Khách mời       | [ 9 ]  |
| 2014      | Glorious Day (TV series)               | Mina                           | Khách mời       | [ 10 ] |
| 2014      | Endless Love (2014 TV series)          | Hwa Ja                         | Khách mời       | [ 11 ] |
| 2014      | Hi! School: Love On                    | Na Yeong Eun                   | Nhân vật phụ    | [ 12 ] |
| 2014      | Plus Nine Boys                         | Jung Yeon                      | Nhân vật phụ    | [ 13 ] |
| 2014      | Pinocchio (2014 TV series)             | Song Yeong Joo                 | Khách mời       | [ 14 ] |
| 2015      | Unkind Ladies                          | Ahn Jong Mi                    | Nhân vật phụ    | [ 15 ] |
| 2015      | Who Are You: School 2015               | Lee Soo Mi                     | Nhân vật phụ    | [ 16 ] |
| 2016      | Video Star                             | Herself                        | Khách mời       | [ 17 ] |
| 2016      | Uncontrollably Fond                    | Go Na Ri                       | Nhân vật phụ    | [ 18 ] |
| 2016-2017 | Guardian: The Lonely and Great God     | So Jin                         | Nhân vật phụ    | [ 19 ] |
| 2017      | Queen of the Ring (TV series)          | Pi On Hwa                      | Nhân vật phụ    | [ 20 ] |
| 2017      | Man to Man (TV series)                 | Woon Gwang's fan               | Khách mời       | [ 21 ] |
| 2017      | Temperature of Love                    | Kim Ki Da                      | Nhân vật phụ    |        |
| 2018      | Coffee, Do Me a Favor                  | Lee Seul Bi                    | Diễn viên chính | [ 22 ] |

### Phim điện ảnh
| Năm  | Tiêu đề                    | Vai trò      | Ngôn ngữ | Ghi chú         | Tham chiếu |
| ---- | -------------------------- | ------------ | -------- | --------------- | ---------- |
| 2009 | Nâng King Kong             | Lee Bo Yeong | Hàn Quốc | Diễn viên phụ   | [ 23 ]     |
| 2010 | Death Bell 2: Trại đẫm máu | Min Jung     | Hàn Quốc | Diễn viên phụ   | [ 24 ]     |
| 2011 | Nắng (phim năm 2011)       | Kim Jang Mi  | Hàn Quốc | Diễn viên chính | [ 25 ]     |
| 2015 | Cô gái Makgeolli           | Jang Mi      | Hàn Quốc | Diễn viên chính | [ 26 ]     |